# Gara Șelimbăr
Gara Șelimbăr este o stație de cale ferată de pe linia Agnita, în comuna Șelimbăr, județul Sibiu, România. 